# Pont de Charing Cross
Pont de Charing Cross est un tableau réalisé par le peintre français André Derain vers 1906 à Londres, au Royaume-Uni. De format horizontal, cette huile sur toile exécutée dans un style fauve est un paysage urbain qui représente le Victoria Embankment se courbant avec la Tamise, près du Hungerford Bridge. Big Ben et la tour Victoria se devinent dans le lointain.
Exposée à Paris au Salon d'Automne de 1906, l'œuvre passe entre les mains d'Ambroise Vollard, puis entre dans les collections publiques françaises en 1973, offerte par Max Kaganovitch et son épouse Rosy. Elle est conservée depuis 1986 au musée d'Orsay.
Aux États-Unis, le Museum of Modern Art de New York et la National Gallery of Art de Washington possèdent dans leurs collections d'autres représentations par l'artiste du même pont, près de Charing Cross,. Derain a fait de l'ouvrage d'art l'objet d'une série, comme avant lui Claude Monet, avec Charing Cross Bridge.